# CS Oberkorn
Cercle Sportif Oberkorn  ist ein luxemburgischer Fußballverein aus Oberkorn.

## Geschichte
CS Oberkorn wurde 1930 gegründet. Während der deutschen Besetzung Luxemburgs wurde der Verein 1940 in FK Oberkorn umbenannt. Seit 1944 trägt er wieder seinen ursprünglichen Namen. In der Saison 1948/49 spielte der CSO in der höchsten luxemburgischen Spielklasse. Davor und danach pendelte der Klub zwischen der Ehrenpromotion und der Viertklassigkeit. 1964 (0:1 gegen Rapid Neudorf) und 2010 (1:3 gegen UN Käerjéng 97) scheiterten die Oberkorner im Barragespiel um den Aufstieg in die Nationaldivision.
Nachdem CS Oberkorn 2012 der Klassenerhalt in der Ehrenpromotion durch einen 1:0-Sieg im Barragespiel gegen Zweiten der 1. Division – 1. Bezirk, Atert Bissen, gelang, musste der Verein ein Jahr später als 11. der Ehrenpromotion nach einer 0:4-Niederlage im Barragespiel gegen FC Rodingen 91 in die Drittklassigkeit absteigen.
2016 stieg CSO in die viertklassige 2. Division ab. Ein weiterer Abstieg konnte nur durch einen 4:1-Sieg im Barragespiel gegen den Dritten der 3. Division Racing Heiderscheid/Eschdorf abgewendet werden. Am Ende der Saison 2018/19 verpasste CSO am letzten Spieltag aufgrund der um zwei Treffer schlechteren Tordifferenz knapp den direkten Aufstieg in die 1. Division, obwohl der Klub an 18 Spieltagen immer auf einem direkten Aufstiegsrang stand. Im Barragespiel gegen den 12. der 1. Division, 1. Bezirk, Sporting Mertzig, unterlagen die Oberkorner mit 1:4. Doch in der folgenden Spielzeit gelang dann der Aufstieg.

## Stadion
Der Verein trägt seine Heimspiele auf dem Terrain Woiwer in Differdange aus. Gelegentlich finden auch Partien im Stade du Thillenberg statt. Das alte Stadion des Vereins, das Stade Henri Jungers, wurde 2016 abgerissen.

## Ehemalige Spieler
- Joël Kitenge (2004–2006)
- Omar Er Rafik (2009–2011)